# 茶園成樹
茶園 成樹（ちゃえん・しげき、1961年4月- ）は、日本の法学者。専門は知的財産法。大阪大学大学院高等司法研究科教授。

## 略歴
- 1984年3月 - 大阪大学法学部卒業
- 1986年3月 - 大阪大学大学院法学研究科博士前期課程修了 (法学修士)
- 1989年3月 - 大阪大学大学院法学研究科博士後期課程単位取得満期退学
- 1989年4月 - 大阪大学法学部助手
- 1993年4月 - 大阪大学法学部助教授
- 1999年4月 - 大阪大学大学院法学研究科助教授
- 2003年4月 - 大阪大学大学院法学研究科附属法政実務連携センター教授
- 2004年4月-現在 - 大阪大学大学院高等司法研究科教授

## 業績[1]
- 「米国連邦取引委員会法(FTC)の欺瞞的広告規制の転換」 パテント39巻5号,1986年
- 「米国連邦取引委員会法第五条にいう「不公正な行為または慣行」について」 阪大法学,1988年
- 「米国における特許とトレード・シークレットの抵触について(一)」 阪大法学40巻2号,1990年
- 「宇宙空間における発明-合衆国における議論を中心に-」 阪大法学41巻4号,1992年
- 「周知性要件」 NBL499,1992年
- 「不正競争防止法による商品表示・営業表示の保護」 知財研フォーラム9,1992年
- 「合衆国著作権法と外国で行われる行為」 阪大法学45巻3-4号,1995年
- 「不正競争防止法における逆混同について」 日本工業所有権法学会年報17,1993年
- 「外国特許侵害事件の国際裁判管轄」 日本工業所有権法学会年報21巻59-83頁,1998年
- 「独占禁止法と不正競争防止法の関係」 日本経済法学会年報(19)56-73頁,1998年
- 「生物多様性条約と知的財産権」 日本工業所有権法学会年報(22)115-133頁,1999年
- 「特許権侵害による損害賠償」 ジュリスト(1162)49-54頁,1999年
- 「著作権法15条における公表名義の要件」 阪大法学49巻3-4号153-174頁,1999年
- 「特許権侵害に関連する外国における行為」 NBL(679)13-19頁,1999年

## 所属学会
- 著作権法学会
- 日本経済法学会
- 日本工業所有権法学会
- 日本国際経済法学会

## 社会的活動
- 日本弁理士会中央知的財産研究所　会員外研究員[2]